# Dahlia (cheval)
Pour les articles homonymes, voir Dahlia (homonymie).
Dahlia (1970–2001) était une jument de course pur-sang anglais, née aux États-Unis de l'union de Vaguely Noble et Charming Alibi, par Honeys Alibi. Propriété de Nelson Bunker Hunt, elle était entraînée en France par Maurice Zilber. Au cours de sa longue et riche carrière, elle fut une pionnière de l'internationalisation des courses, devenant le premier cheval à s'imposer au niveau groupe 1 dans cinq pays différents. Elle est membres des Hall of Fame des courses américaines, canadiennes et françaises.

## Carrière de courses
Dahlia commence sa carrière de courses à deux ans et remporte sa première victoire à Deauville, dans une Listed relevée pour inédits, le Prix Yacowlef. Durant l'arrière-saison, elle prend la troisième place du Prix des Réservoirs, un Groupe 3. Ce sera tout pour elle en 1972.
Au printemps suivant, Dahlia s'aligne dans les préparatoires des classiques de printemps et s'affirme comme l'un des meilleures pouliches de sa génération, s'adjugeant le Prix de la Grotte (Gr.3). Mais tant dans la Poule d'Essai des Pouliches (3e) que dans le Prix de Diane (2e), elle doit subir la loi d'Allez France, l'autre grande championne de cette génération décidément exceptionnelle pour les pouliches. Entre-temps, elle remporte son premier groupe 1 dans le Prix Saint-Alary. Quelques semaines plus tard, elle court pour la première fois à l'étranger et empoche les Irish Oaks devant l'Anglaise Mysterious, qui se prévalait du doublé 1000 Guinées / Oaks. Première étape d'une carrière qui la verra se couvrir de gloire par-delà les mers et les océans. La seconde étape est encore plus remarquable : en juillet, la pouliche écrase les meilleurs mâles britanniques, dont le Derby-winner Roberto (premier et unique tombeur du grand Brigadier Gerard) dans les King George VI and Queen Elizabeth Diamond Stakes. Non seulement cette victoire est exceptionnelle pour une femelle, mais encore Dahlia l'emporte par 6 longueurs devant Rheingold, égalant ainsi le record de Mill Reef dans cette course. Naturellement, la voilà propulsée parmi les favoris du Prix de l'Arc de Triomphe. Las, si elle effectue une rentrée victorieuse dans le Prix Niel, elle se présente au départ de l'épreuve-reine sans avoir recouvré l'intégralité de ses moyens après une blessure, et y échoue, laissant Allez France s'expliquer avec Rheingold pour la victoire, qui revient à ce dernier. Mais en fin d'année, Dahlia traverse pour la première fois l'Atlantique et s'en va gagner le Washington, D.C. International. 
Maintenue à l'entraînement à 4 ans, Dahlia change de partenaire après un printemps en demi-teinte : le grand Lester Piggott remplace Billy Pyers sur son dos et la jument va vivre un été et un automne extraordinaires. Tout commence par une victoire dans le Grand Prix de Saint-Cloud, prélude à une troisième place dans la Coronation Cup avant un nouveau triomphe dans les King George. L'élève de Maurice Zilber devient le premier cheval à réaliser le doublé dans la grande épreuve d'Ascot - seul Swain l'imitera vingt ans plus tard.  Elle y devance un lot extrêmement relevé, où l'on retrouve la championne Highclere (1000 Guinées, Prix de Diane), le Derby-winner Snow Knight, Dankaro (2e du Jockey-Club) ou encore le numéro 1 des chevaux d'âge anglais, Buoy. Highclere finit deuxième à 2 longueurs et demi, Snow Knight termine dans le lointain, à 9 longueurs. Toujours invaincue à l'étranger, Dahlia enchaîne par une autre brillante victoire, cette fois dans la Benson and Hedges Gold Cup, où elle devance à nouveau Highclere et Snow Knight, mais aussi Imperial Prince, deuxième du Derby.
Lancée sur la route de l'Arc, Dahlia allait causer une désillusion dans le Prix du Prince d'Orange (Gr.3), terminant péniblement troisième. Défaite lourde de conséquence, puisqu'il est décidé que la jument ferait l'impasse sur l'Arc pour se consacrer au programme américain. La fille de Vaguely Noble est donc envoyée aux États-Unis, où elle s'impose d'abord dans les Man O'War Stakes à Belmont Park, avant une victoire à Woodbine dans les Canadian International Stakes, aux dépens de ses anciens rivaux Big Spurce et Snow Knight, et en battant le record de la course.  Elle ne put en revanche signer un doublé dans le Washington, D.C. International, finissant troisième. Mais elle peut se targuer d'être le seul cheval au monde à s'être imposé au niveau groupe 1 dans cinq pays différents, en France, Angleterre, Irelande, États-Unis et Canada.
Toujours en piste à 5 ans, Dahlia revient en Europe et, comme l'année passée, peine à remettre la machine en route en début de saison. Pour l'anecdote, elle est battue pour la sixième et dernière fois de sa carrière dans une course remportée par Allez France. Il faut attendre l'été pour retrouver la grande Dahlia, qui manque le triplé dans les King George, où elle s'octroie néanmoins la troisième place de cette édition légendaire remportée par Grundy, mais réalise le doublé dans la Benson and Hedges Gold Cup. Ce sera sa seule victoire de l'année. Défaite à nouveau dans le Grand Prix de Deauville, elle semble avoir perdu un peu de sa superbe et termine dans le lointain dans l'Arc de l'Irlando-Allemand Star Appeal. Et son automne américain n'est guère plus convaincant. Pourtant Dahlia poursuit sa carrière de stakhanoviste à 6 ans, s'expatriant définitivement aux États-Unis et passant alors sous la responsabilité du grand entraîneur Charlie Whittingham. Elle court beaucoup, souvent de façon très rapprochée, mais ne peut plus se mêler à la lutte pour la victoire. Et malgré tout, elle renaît de ses cendres pour accrocher une dernière victoire dans le Hollywood Invitational Turf Handicap. Mais c'est un chant du cygne avant une fin de saison éprouvante et des adieux à la compétition en octobre. Enfin, pourrait-on dire, l'expression "retraite bien méritée" semblant avoir été inventée pour Dahlia.   
Dahlia a remporté 15 victoires (dont 11 groupe 1) en pas moins de 46 courses, un chiffre surréaliste pour un cheval de ce niveau. Elle est la première femelle de l'histoire à franchir la barre du million de dollars de gains, glanant en tout près de 1,5 million de dollars. Son excellent rating Timeform de 135 et sa 50e place dans le classement des 100 meilleurs chevaux de l'histoire des courses américaines au XXe siècle établi par le magazine The Blood-Horse, témoignent de sa grande qualité, un peu noyée dans une carrière gourmande à l'excès. Dahlia a cumulé de nombreux honneurs, sacrée 3 ans de l'année en Europe (1973), deux fois cheval de l'année en Angleterre (1973 & 1974), cheval de l'année sur le gazon aux États-Unis (1974). Elle est admise au Hall of Fame des courses américaines en 1981, à son équivalent canadien en 2016, et au Hall of Fame des courses françaises en 2025. Deux courses lui rendent hommage, le Dahlia Handicap à Hollywood Park, et les Dahlia Stakes à Newmarket.

### Résumé de carrière
| Date         | Hippodrome     | Pays        | Course                                  | Statut      | Distance    | Jockey          | Place       | Écart       | Vainqueur ou deuxième |
| 1972, 2 ans  | 1972, 2 ans    | 1972, 2 ans | 1972, 2 ans                             | 1972, 2 ans | 1972, 2 ans | 1972, 2 ans     | 1972, 2 ans | 1972, 2 ans | 1972, 2 ans           |
| ------------ | -------------- | ----------- | --------------------------------------- | ----------- | ----------- | --------------- | ----------- | ----------- | --------------------- |
| 6 août       | Deauville      | France      | Prix Yacowlef                           | Listed      | 1 000 m     | L. Piggott      | 1er / 7     | 2           | Challenge             |
| 22 août      | Deauville      | France      | Prix du Calvados                        |             | 1 300 m     | L. Piggott      | 5e / 9      | 8           | Fiery Diplomat        |
| 10 septembre | Longchamp      | France      | Prix d'Arenberg                         | Gr. 3       | 1 000 m     | L. Piggott      | 5e / 6      | 5           | Enitram               |
| 26 octobre   | Longchamp      | France      | Prix des Réservoirs                     |             | 1 600 m     | L. Piggott      | 2e / 11     | 1           | Begara                |
| 1973, 3 ans  |                |             |                                         |             |             |                 |             |             |                       |
| 8 avril      | Longchamp      | France      | Prix de la Grotte                       | Gr. 3       | 1 600 m     | W.B. Pyers      | 1er / 11    | 3/4         | Gay Style             |
| 29 avril     | Longchamp      | France      | Poule d'Essai des Pouliches             | Gr. 1       | 1 600 m     | W.B. Pyers      | 3e / 11     | 2 ¾         | Allez France          |
| 20 mai       | Longchamp      | France      | Prix Saint-Alary                        | Gr. 1       | 2 000 m     | W.B. Pyers      | 1er / 11    | 3/4         | Virunga               |
| 10 juin      | Chantilly      | France      | Prix de Diane                           | Gr. 1       | 2 100 m     | W.B. Pyers      | 2e / 25     | 2 ½         | Allez France          |
| 21 juillet   | Curragh        | Irlande     | Irish Oaks                              | Gr. 1       | 2 400 m     | W.B. Pyers      | 1er / 12    | 3           | Mysterious            |
| 28 juillet   | Ascot          | Royaume-Uni | King George VI & Queen Elizabeth II St. | Gr. 1       | 2 400 m     | W.B. Pyers      | 1er / 12    | 6           | Rheingold             |
| 9 septembre  | Longchamp      | France      | Prix Niel                               | Gr. 3       | 2 200 m     | W.B. Pyers      | 1er / 5     | 1/2         | Tennyson              |
| 23 septembre | Longchamp      | France      | Prix Vermeille                          | Gr. 1       | 2 400 m     | W.B. Pyers      | 5e / 13     | 6 ½         | Allez France          |
| 7 octobre    | Longchamp      | France      | Prix de l'Arc de Triomphe               | Gr. 1       | 2 400 m     | W.B. Pyers      | 16e / 27    | 19          | Rheingold             |
| 11 novembre  | Laurel Park    | États-Unis  | Washington, D.C. International          | Gr. 1       | 2 400 m     | W.B. Pyers      | 1er / 8     | 3 ¼         | Big Spruce            |
| 1974, 4 ans  |                |             |                                         |             |             |                 |             |             |                       |
| 15 avril     | Longchamp      | France      | Prix d'Harcourt                         | Gr. 2       | 2 000 m     | W.B. Pyers      | 4e / 9      | 6 ½         | Allez France          |
| 5 mai        | Longchamp      | France      | Prix Ganay                              | Gr. 1       | 2 100 m     | W.B. Pyers      | 5e / 10     | 15          | Allez France          |
| 6 juin       | Epsom          | Royaume-Uni | Coronation Cup                          | Gr. 1       | 2 400 m     | W.B. Pyers      | 3e / 5      | 4 ½         | Buoy                  |
| 7 juillet    | Saint-Cloud    | France      | Grand Prix de Saint-Cloud               | Gr. 1       | 2 400 m     | Y. Saint-Martin | 1er / 11    | enc.        | On My Way             |
| 27 juillet   | Ascot          | Royaume-Uni | King George VI & Queen Elizabeth II St. | Gr. 1       | 2 400 m     | L. Piggott      | 1er / 10    | 2 ½         | Highclere             |
| 20 août      | York           | Royaume-Uni | Benson and Hedges Gold Cup              | Gr. 1       | 2 080 m     | L. Piggott      | 1er / 9     | 2 ½         | Imperial Prince       |
| 15 septembre | Longchamp      | France      | Prix du Prince d'Orange                 | Gr. 3       | 2 000 m     | L. Piggott      | 3e / 7      | 1/2         | Toujours Prêt         |
| 12 octobre   | Belmont Park   | États-Unis  | Man O' War Stakes                       | Gr. 1       | 2 400 m     | R. Turcotte     | 1er / 13    | 2           | Crafty Khale          |
| 27 octobre   | Woodbine       | Canada      | Canadian International Stakes           | Gr. 1       | 2 400 m     | L. Piggott      | 1er / 9     | 1           | Big Spruce            |
| 9 novembre   | Laurel Park    | États-Unis  | Washington, D.C. International          | Gr. 1       | 2 400 m     | L. Piggott      | 3e / 9      | 1 ½         | Admetus               |
| 1975, 5 ans  |                |             |                                         |             |             |                 |             |             |                       |
| 4 mai        | Longchamp      | France      | Prix Ganay                              | Gr. 1       | 2 100 m     | L. Piggott      | 6e / 6      | 8 ½         | Allez France          |
| 19 mai       | Saint-Cloud    | France      | Prix Jean-de-Chaudenay                  | Gr. 2       | 2 400 m     | A. Lequeux      | 9e / 15     | 11          | Ashmore               |
| 15 juin      | San Siro       | Italie      | Gran Premio di Milano                   | Gr. 1       | 2 400 m     | N. Navarro      | 6e / 11     | 4 ¼         | Star Appeal           |
| 6 juillet    | Saint-Cloud    | France      | Grand Prix de Saint-Cloud               | Gr. 1       | 2 400 m     | L. Piggott      | 5e / 11     | 6 ¾         | Un Kopeck             |
| 26 juillet   | Ascot          | Royaume-Uni | King George VI & Queen Elizabeth II St. | Gr. 1       | 2 400 m     | L. Piggott      | 3e / 11     | 5 ½         | Grundy                |
| 19 août      | York           | Royaume-Uni | Benson and Hedges Gold Cup              | Gr. 1       | 2 080 m     | L. Piggott      | 1er / 6     | 1 ½         | Card King             |
| 31 août      | Deauville      | France      | Grand Prix de Deauville                 | Gr. 2       | 2 500 m     | L. Piggott      | 2e / 18     | enc.        | L'Ensorceleur         |
| 21 septembre | Longchamp      | France      | Prix du Prince d'Orange                 | Gr. 3       | 2 000 m     | N. Navarro      | 3e / 10     | 3/4         | Kasteel               |
| 5 octobre    | Longchamp      | France      | Prix de l'Arc de Triomphe               | Gr. 1       | 2 400 m     | N. Navarro      | 15e / 24    | loin        | Star Appeal           |
| 26 octobre   | Woodbine       | Canada      | Canadian International Stakes           | Gr. 1       | 2 400 m     | S. Holy         | 4e / 11     | 2           | Snow Knight           |
| 8 novembre   | Laurel Park    | États-Unis  | Washington, D.C. International          | Gr. 1       | 2 400 m     | Y. Saint-Martin | 8e / 9      | 27          | Nobiliary             |
| 1976, 6 ans  |                |             |                                         |             |             |                 |             |             |                       |
| 31 janvier   | Santa Anita    | États-Unis  | Santa Maria Handicap                    | Gr. 2       | 1 700 m     | B. Shoemaker    | 4e / 9      | 7 ½         | Gay Style             |
| 7 mars       | Santa Anita    | États-Unis  | Santa Anita Handicap                    | Gr. 1       | 2 000 m     | H. Grant        | 9e / 15     | 13          | Royal Glint           |
| 21 mars      | Santa Anita    | États-Unis  | San Luis Rey Stakes                     | Gr. 1       | 2 400 m     | S. Holy         | 7e / 7      | 8 ¾         | Avatgar               |
| 10 avril     | Hollywood Park | États-Unis  | Gamely Handicap                         | Gr. 2       | 1 800 m     | S. Holy         | 4e / 5      | 4           | Katonka               |
| 15 avril     | Hollywood Park | États-Unis  | Century Handicap                        | Gr. 1       | 2 200 m     | J. Lambert      | 3e / 9      | 1           | Winds of Thought      |
| 13 mai       | Hollywood Park | États-Unis  | Allowance                               |             | 1 800 m     | B. Shoemaker    | 1er / 10    | 1/2         | Caucasus              |
| 31 mai       | Hollywood Park | États-Unis  | Hollywood Invitational Handicap         | Gr. 1       | 2 400 m     | B. Shoemaker    | 1er / 12    | 1/2         | Caucasus              |
| 20 juin      | Hollywood Park | États-Unis  | Hollywood Gold Cup                      | Gr. 1       | 2 000 m     | B. Shoemaker    | 4e / 8      | 6           | Pay Tribute           |
| 11 juillet   | Hollywood Park | États-Unis  | Vanity Handicap                         | Gr. 1       | 1 800 m     | B. Shoemaker    | 5e / 11     | 5 ¾         | Miss Toshiba          |
| 26 juillet   | Hollywood Park | États-Unis  | Sunset Handicap                         | Gr. 1       | 2 400 m     | B. Shoemaker    | 7e / 10     | 13          | Caucasus              |
| 11 octobre   | Belmont Park   | États-Unis  | Man O' War Stakes                       | Gr. 1       | 2 400 m     | B. Shoemaker    | 8e / 13     | 3           | Effervescing          |
| 24 octobre   | Santa Anita    | États-Unis  | Oak Tree Invitational Stakes            | Gr. 1       | 2 400 m     | L. Pincay, Jr.  | 7e / 9      | 27          | King Pellinore        |
| 30 octobre   | Santa Anita    | États-Unis  | Las Palmas Handicap                     | Gr. 3       | 1 800 m     | M. Castañeda    | 7e / 12     | 3 ½         | Vagabonda             |

## Au haras
Dahlia n'a pas fini de faire parler d'elle. Demeurée aux États-Unis pour accomplir sa nouvelle carrière de poulinière, elle allait encore briller comme elle l'avait fait sur les pistes, à l'image de Miesque ou de Urban Sea. Elle est, avec Fall Aspen, Darara, Toussaud, et You'resothrilling, l'une des six poulinières de l'hémisphère nord à avoir engendré quatre lauréats de groupe 1 depuis l'introduction du système des groupes en 1971 (Hasili en revendiquant cinq, tout comme la poulinière de l'élevage Boussac, Astronomie, qui a produit l'équivalent de cinq vainqueurs, dont Caracalla, mais avant 1971).
Ci-dessous sa descendance sélective : 
- 1981 - Dahar (Lyphard) : Prix Lupin, Century H. (Gr.1), San Luis Rey St. (Gr.1), San Juan Capistrano Invitational H. (Gr.1). 3e Irish Derby.
- 1982 - Rivlia (Riverman) : San Luis Rey St. (Gr.1), Carleton F. Burke H. (Gr.1), Hollywood Invitational H. (Gr.1)
- 1984 - Delegant (Grey Dawn) : San Juan Capistrano H. (Gr.1)
- 1987 - Wajd (Northern Dancer) : Grand Prix d'Evry (Gr.2), Prix Minerve (Gr.3). Mère de : 
  - Nedawi (Rainbow Quest) : St. Leger. 2e King George VI and Queen Elizabeth Diamond Stakes.
  - Wall Street (Mr.Prospector) : Cumberland Lodge St. (Gr.3)
  - Fitful Skies (Dubawi) : Grosser Preis von German Tote (Gr.3)
  - Nabati (Rahy), mère de : 
    - Nocturnal Fox (Farhh) : Prix Hocquart.
- 1989 - Dahlia's Dreamer (Theatrical) : Flower Bowl Invitational H. (Gr.1)
- 1990 - Llandaff (Lyphard) : Jersey Derby (Gr.2), Lexington St. (Gr.3).

En 1988, à la suite de la cessation d'activité de son propriétaire, elle est acquise par Allen Paulson (le propriétaire d'Arazi) et installée au haras de Diamond A Farm, dans le Kentucky où, décidément d'une longévité à toute épreuve, elle mourra en 2001 à l'âge canonique de 31 ans.

## Origines
Dahlia est une fille de Vaguely Noble, champion sur les pistes (lauréat du Prix de l'Arc de Triomphe) et reproducteur de grande valeur, qui a donné par ailleurs le Derby-winner Empery et surtout Exceller, qui fit une carrière exceptionnelle en Europe et aux États-Unis, où il remporta une édition mythique de la Jockey-Club Gold Cup, devant les légendaires Seattle Slew et Affirmed. 
On notera aussi, dans le pedigree de Dahlia, l'inbreeding 4x4 sur le chef de race Hyperion.

### Pedigree
| Origines de Dahlia (USA), jument alezane née en 1970 | Origines de Dahlia (USA), jument alezane née en 1970 | Origines de Dahlia (USA), jument alezane née en 1970 | Origines de Dahlia (USA), jument alezane née en 1970 |
| ---------------------------------------------------- | ---------------------------------------------------- | ---------------------------------------------------- | ---------------------------------------------------- |
| Père Vaguely Noble                                   | Vienna                                               | Aureole                                              | Hyperion                                             |
| Père Vaguely Noble                                   | Vienna                                               | Aureole                                              | Angeola                                              |
| Père Vaguely Noble                                   | Vienna                                               | Turkish Blood                                        | Turkhan                                              |
| Père Vaguely Noble                                   | Vienna                                               | Turkish Blood                                        | Rusk                                                 |
| Père Vaguely Noble                                   | Noble Lassie                                         | Nearco                                               | Pharos                                               |
| Père Vaguely Noble                                   | Noble Lassie                                         | Nearco                                               | Nogara                                               |
| Père Vaguely Noble                                   | Noble Lassie                                         | Belle Sauvage                                        | Big Game                                             |
| Père Vaguely Noble                                   | Noble Lassie                                         | Belle Sauvage                                        | Tropical Sun                                         |
| Mère Charming Alibi                                  | Honeys Alibi                                         | Alibhai                                              | Hyperion                                             |
| Mère Charming Alibi                                  | Honeys Alibi                                         | Alibhai                                              | Teresina                                             |
| Mère Charming Alibi                                  | Honeys Alibi                                         | Honeymoon                                            | Beau Pere                                            |
| Mère Charming Alibi                                  | Honeys Alibi                                         | Honeymoon                                            | Panoramic                                            |
| Mère Charming Alibi                                  | Adorada                                              | Hierocles                                            | Abjer                                                |
| Mère Charming Alibi                                  | Adorada                                              | Hierocles                                            | Loika                                                |
| Mère Charming Alibi                                  | Adorada                                              | Gilded Wave                                          | Gallant Fox                                          |
| Mère Charming Alibi                                  | Adorada                                              | Gilded Wave                                          | Ondulation (famille 13-c)                            |